# Walton Goggins
Walton Sanders Goggins, Jr. (født 10. november 1971 i Alabama og opvokset i Lithia Springs i Georgia) er en amerikansk skuespiller, bedst kendt som kriminalbetjent Shane Vendrell i politi-drama-serien The Shield. Han har boet i Los Angeles, lige siden han var 20 år.
Goggins er en kritikerrost skuespiller og er ofte nævnt af andre aktører som "metode mand'på grund af hans intense forberedelser og hans evne til at helt miste sig selv i en rolle. Hans meget roste arbejde som Shane Vendrell på The Shield blev et udstillingsvindue for hans særlige stil af realistiske skuespil. Han tager ofte vanskeligt karakterer og finder deres menneskelighed. Han blev citeret en gang som at sige om at spille 'bad guys', at han »sympatiserer og empatiserer med figurens gevinster og tab". Goggins er også en prisvindende filmskaber. Han har et produktionsselskab – Ginny Mule Pictures – med sin partner Ray McKinnon. Sammen har de lavet fire film:
I 2001 producerede og medvirkede han i kortfilmen The Accountant som vandt en Oscar for «bedste live-action kortfilm» under den 74. Oscar-uddeling.

## Udvalgt filmografi
- 2018 – Tomb Raider ... Mathias Vogel
- 2015 – The Hateful Eight ... Sheriff Chris Mannix
- 2012-13 and on going - Sons of Anarchy (Tv-serie)... Venus van Dam
- 2011 – Straw dogs ... Daniel
- 2010 – Predators ... Stans
- 2010 – Justified ... Boyd Crowder (TV-serie)
- 2008 – I Hate to See That Evening Sun Go Down ... Paul Meecham
- 2008 – Miracle at St. Anna ... Captain Nokes
- 2002-2008 – The Shield ... Shane Vendrell (TV-serie)
- 2006 – The Architect ... Joe
- 2003 – House of 1000 Corpses ... Deputy Steve Naish
- 2002 – The Bourne Identity ... Forskningstekniker
- 2001 – The Accountant ... Tommy O'Dell
- 2000 – Shanghai Noon ... Wallace
- 2000 – The Crow: Salvation ... Stan Robbers
- 1998 – Major League: Back to the Minors ... Billy «Downtown» Anderson
- 1997 – Switchback ... Bud
- 1994 – The Next Karate Kid ... Charlie